# Parque do Imbuí
O Parque do Imbuí é um bairro do município de Teresópolis, no estado do Rio de Janeiro, no Brasil. De acordo com o Instituto Brasileiro de Geografia e Estatística (IBGE), sua população no ano de 2010 era de 1 362 habitantes, sendo 692 mulheres (50,%) e 670 homens (49,2%), possuindo um total de 970 domicílios.

## História
O bairro foi atingido pelas enchentes e deslizamentos de terra no Rio de Janeiro em 2011, e, até os dias atuais, nenhuma ação de recuperação foi realizada pelo poder público.

## Etimologia
Existem duas hipóteses etimológicas para a origem do topônimo "Imbuí", todas com origem na língua tupi antigaː
- viria do termo mboî'y, "rio das cobras" (mboîa, cobra e 'y, rio);
- viria do termo imbu'y, "rio dos imbus" (imbu, imbu e 'y, rio).[3]